# برناردا بيرا
برناردا بيرا (مواليد 3 ديسمبر 1994) هي لاعبة تنس محترفة أمريكية، أعلى تصنيف لها في الفردي كان ال59 في مارس 2020.

## روابط خارجية
- برناردا بيرا على موقع رابطة محترفات التنس (الإنجليزية)
- برناردا بيرا على موقع الاتحاد الدولي لكرة المضرب (الإنجليزية)
- برناردا بيرا على موقع بطولة ويمبلدون (الإنجليزية)
- برناردا بيرا على موقع خلاصة التنس.كوم (الإنجليزية)
- برناردا بيرا على موقع إي إس بي إن.كوم (الإنجليزية)